# Ernst Gagliardi
Ernst Gagliardi (7. ledna 1882, Curych – 22. ledna 1940 tamtéž) byl švýcarský historik. Byl profesorem všeobecných a švýcarských dějin na curyšské univerzitě.

## Životopis
Ernst Gagliardi byl synem telegrafisty. Navštěvoval gymnázium v Curychu (maturita v roce 1900) a poté studoval historii a dějiny umění v Mnichově, Berlíně a Curychu, kde v roce 1906 promoval.
Pracoval na katalogu knihovny v Curychu (později Zentralbibliothek Zürich), který byl poprvé vydán v letech 1931–37. V roce 1910 se stal docentem a v roce 1919 profesorem na curyšské univerzitě.
Gagliardi publikoval převážně o švýcarské historii a osobnostech jako Alfred Escher, Hans Waldmann a Otto von Bismarck.
V roce 1939 získal cenu Gottfrieda Kellera.
Jeho pozůstalost uchovává Centrální knihovna Curych.

## Dílo
- Beiträge zur Geschichte der Historiographie in der Schweiz. v: Jahrbuch für Schweizerische Geschichte 35, 1910, S. 45–68.
- Hans Waldmann und die Eidgenossenschaft des 15. Jahrhunderts. Basler Buch- und Antiquariatshandlung, Basilej 1912.
- Dokumente zur Geschichte des Bürgermeisters Hans Waldmann., Basilej 1911–1913.
- Alfred Escher: Vier Jahrzehnte neuerer Schweizergeschichte. Huber, Frauenfeld 1919.
- Bismarcks Entlassung. 2 svazky. Tübingen 1927–41.
- Alfred Escher. v: Grosse Schweizer. Atlantis, Curych 1938.
- Geschichte der Schweiz: Von den Anfängen bis zur Gegenwart., Orell Füssli, Curych/Lipsko 1939.
- Die Universität Zürich 1833–1933 und ihre Vorläufer: Festschrift zur Jahrhundertfeier. Curych 1938. (spoluautoři Hans Nabholz a Jean Stohl)